# Бутаева, Фарида Кузиевна
Бутаева Фарида Кузиевна (узб. Butayeva Farida Kuziyevna; род. 5 марта 1956, Ферганская область, Узбекская ССР, СССР) — депутат Законодательной палаты Олий Мажлиса Республики Узбекистан, член комитета по науке, образованию, культуре и спорту Законодательной палаты Олий Мажлиса.

## Биография
С 1972 по 1978 год училась в Кокандский государственный педагогический институт им. Мукими.
Карьерную жизнь она начала в качестве младшего научного сотрудника в Кокандском литературном музее имени Гафура Гулама. После музея Стала председателем творческого молодёжного объединения «Истедод» в Учкуприкском районе. Являлась литературным работником газеты «Авангард» в Багдадском районе Ферганской области.
Директор творческого предприятия «Шуур» при Республиканском центре духовности и просвещения «Хаёт Хай». Заместитель главного редактора юридического журнала «Жизнь и право» при Министерстве юстиции. Она была главным редактором издательства и генеральным директором ООО «Аль-Афроз».
2020 году стала членом комитета по науке, образованию, культуре и спорту Законодательной палаты Олий Мажлиса.
Пишет ситихи.

## Награды
- медаль «Шухрат» (1999)
- Орден «Дустлик» (2017)